# Sherard Osborn

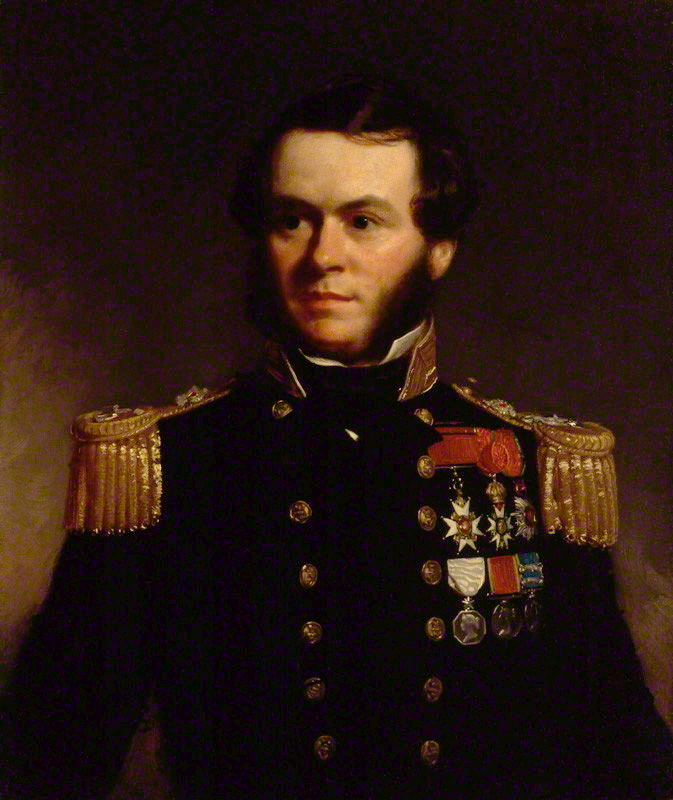
Sherard Osborn (1847).

Sherard Osborn (* 25. April 1822 in Madras, Indien; † 6. Mai 1875 in London) war ein britischer Konteradmiral und Förderer der Polarforschung.

## Biografie
Osborn trat 1837 als Seekadett in die Royal Navy und nahm nach Beendigung der Ausbildung von 1841 bis 1842 am Ersten Opiumkrieg teil. 1846 erfolgte seine Beförderung zum Kapitänleutnant. Sowohl 1849 als auch 1852 bis 1855 war er Kommandant von Schiffen bei Expeditionen zur Suche nach dem Polarforscher John Franklin. Zu Beginn der zweiten Expedition wurde er zum Fregattenkapitän befördert, ehe er 1855 zum Kapitän zur See ernannt wurde. Bereits zu dieser Zeit engagierte er sich in der Polarforschung und widmete sich besonders der Arktis.
Danach war er von 1855 bis 1856 Kommandant des britischen Marinegeschwaders im Asowschen Meer während des Krimkrieges und nahm auch zwischen 1857 und 1859 in führender Stellung am Zweiten Opiumkrieg teil. Später war er an der Verlegung eines Seekabels zwischen Großbritannien und Australien beteiligt, wobei die Osborn Deep im Indischen Ozean nach ihm benannt wurde. 1873 wurde er zum Konteradmiral befördert.
Kurz vor seinem Tode gehörte er 1875 zu den Organisatoren der beabsichtigten Arktis-Expedition von George Nares und Clements Markham.
Osborn verfasste mehrere Bücher und Zeitschriften, die sich mit der Arktisforschung und Polarforschern beschäftigten. Zu seinen wichtigsten Veröffentlichungen gehören Eighteen Months in the Polar Regions (1852), Journals of McClure (1856) sowie Fate of Sir John Franklin (1860).

## Werke
- Stray Leaves from an Arctic Journal, or Eighteen Months in the Polar Regions in Search of Sir John Franklin’s Expedition, in the Years 1850–51. George P. Putnam, New York 1852 (englisch)
- The Polar Regions, or a Search after Sir John Franklin’s Expedition. By Lieut. Sherard Osborn, Commanding H. M. Steam-Vessel “Pioneer”. Barnes, New York 1854 (englisch)
- The Discovery of the North-west Passage by H.M.S. “Investigator”, Capt. R. M’Clure, 1850, 1851, 1852, 1853, 1854; edited by Commander Sherard Osborn, from the logs and journals of Capt. Robert Le M. M’Clure; illustrated by Commander S. Guerney Cresswell. Longman, Brown, Green, Longmans, and Roberts, London 1856 (englisch)
- A Cruise in Japanese Waters. William Blackwood, Edinburgh und London 1856 (englisch)
- My Journal in Malayan Waters; or, the Blockade if Quedah. Routledge, Warne and Routledge, London 1857 (englisch)
- The Career, Last Voyage, and Fate of Captain Sir John Franklin. Bradbury and Evans, London 1860 (englisch)
- Quedah. A Cruise in Japanese Waters. The Fight on the Peiho. William Blackwood, Edinburgh und London 1865 (englisch)